# Balacra guillemei
Balacra guillemei là một loài bướm đêm thuộc phân họ Arctiinae, họ Erebidae.